# Věrchoturje
Věrchoturje (rusky Верхотурье) je město ve Sverdlovské oblasti v Rusku. K roku 2010 v něm žilo přes osm tisíc obyvatel.

## Poloha a doprava
Věrchoturje leží na východním okraji Uralu na levém břehu Tury, přítoku Tobolu v povodí Obu. Od Jekatěrinburgu, správního střediska oblasti, je vzdáleno přibližně 300 kilometrů severně.
Nedaleko města prochází železniční trať z Kušvy do Serova otevřená v roce 1906.

## Dějiny
Věrchoturje patří k nejstarším ruským sídlům východně od Uralu. Již v roce 1598 zde byl postaven ostrog na místě dřívější mansijské osady a poměrně záhy začalo být zdejší osídlení považováno za město.